# Rautahat (distrito)
Rautahat é um distrito da zona de Narayani, no Nepal.